# Neunkirchen (distrito da Alemanha)
Neunkirchen é um distrito (kreis ou landkreis) da Alemanha localizado no estado do Sarre.

## História
Em 1814, o distrito de Ottweiler foi criado, entretanto, sua história remonta a 1545 quando ele foi criado como Herrschaft Ottweiler, posteriormente Amt e Oberamt Ottweiler, e durante a Era Napoleônica como Kanton Ottweiler. Dois anos após a sua criação, em 1816, o distrito foi reorganizado por ordem do Congresso de Viena. Em 1866, uma tentativa de mudar a capital do distrito de Ottweiler para Neunkirchen falhou. Em 1974, os distritos do Sarre foram reorganizados, porém, a maior alteração no distrito foi a mudança da capital e, consequentemente, o nome do distrito para Neunkirchen. Algumas partes da administração permaneceram em Ottweiler.

## Cidades e Municípios
| Cidades                     | Municípios                                                                    |
| --------------------------- | ----------------------------------------------------------------------------- |
| 1. Neunkirchen 2. Ottweiler | 1. Eppelborn 2. Illingen 3. Merchweiler 4. Schiffweiler 5. Spiesen-Elversberg |